# Copper Box
Die Copper Box (deutsch „Kupferschachtel“) ist eine Mehrzweckhalle in der englischen Hauptstadt London, Vereinigtes Königreich. Sie befindet sich im Stadtteil Homerton (London Borough of Hackney) im westlichen Teil des Olympiaparks. Während der Olympischen Spiele 2012 war die Halle Austragungsort der Vorrunde und der Viertelfinals im Handball sowie der Fechtwettkämpfe im Modernen Fünfkampf, während der Paralympics 2012 fanden hier die Goalball-Turniere statt.

## Geschichte
Die Halle, in der 7.000 Zuschauer Platz finden, wurde im Mai 2011 fertiggestellt. Zu Beginn hieß sie Handball Arena, weil hier zunächst ausschließlich Handballspiele vorgesehen waren. Im Januar 2012 erfolgte die Umbenennung in Copper Box, dies aufgrund des Aussehens und der Tatsache, dass sie auch für andere Sportarten genutzt wird.
Die Copper Box blieb im Gegensatz zur größeren Basketball Arena und der Water Polo Arena nach den Spielen erhalten. Als multifunktionale Arena wurde sie zur öffentlichen Nutzung freigegeben und dient heute unter anderem als Trainingszentrum.

## Galerie

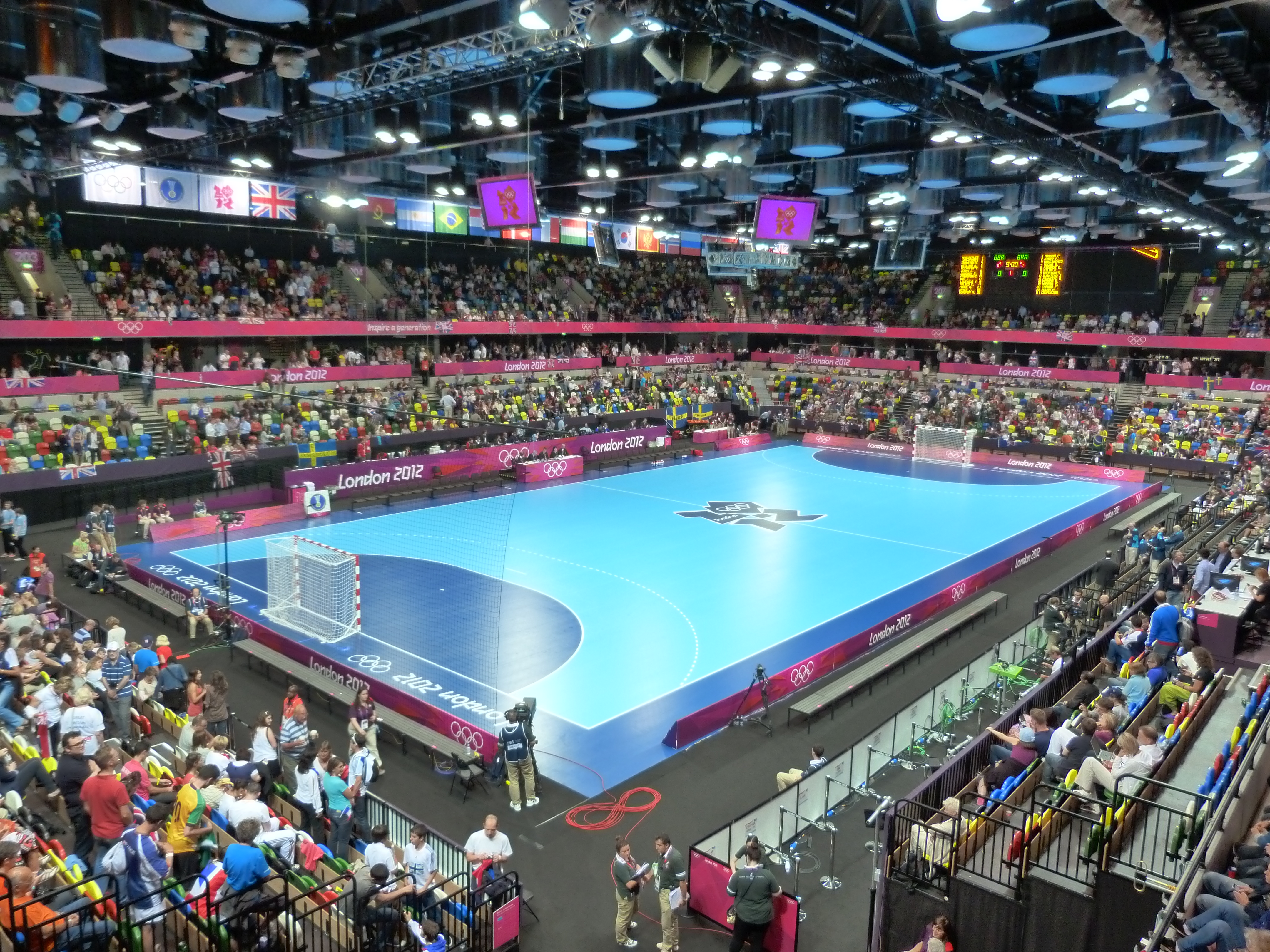
Innenansicht